# Bryant (Arkansas)
Bryant is een plaats (city) in de Amerikaanse staat Arkansas, en valt bestuurlijk gezien onder Saline County.

## Demografie
Bij de volkstelling in 2000 werd het aantal inwoners vastgesteld op 9764.
In 2006 is het aantal inwoners door het United States Census Bureau geschat op 13.613, een stijging van 3849 (39,4%).

## Geografie
Volgens het United States Census Bureau beslaat de plaats een oppervlakte van
23,6 km², waarvan 23,5 km² land en 0,1 km² water. Bryant ligt op ongeveer 122 m boven zeeniveau.

## Plaatsen in de nabije omgeving
De onderstaande figuur toont nabijgelegen plaatsen in een straal van 16 km rond Bryant.